# Sly Stone
Sly Stone, pseudonimo di Sylvester Stewart (Denton, 15 marzo 1943 – Los Angeles, 9 giugno 2025), è stato un musicista, cantante e produttore discografico statunitense noto per il suo ruolo di frontman nella band Sly & the Family Stone, gruppo che ha avuto un ruolo di primo piano nello sviluppo della musica soul, funk e psichedelica negli anni sessanta e settanta, ponendo fine al repertorio elegante della Motown, della Stax e della Muscle Shoals.

## Biografia

### Inizi
La famiglia Stewart era costituita da un nutrito nucleo della classe media molto religioso ed originario di Dallas, Texas. K.C. e Alpha Stewart crebbero i loro figli educandoli alla luce dei dettami religiosi della Church of God in Christ ed incoraggiarono il loro talento musicale in casa. Nato il 15 marzo 1943, Sylvester Stewart era il secondo di cinque figli cresciuti a Vallejo, nella zona nord della San Francisco Bay Area. Dopo che la famiglia si trasferì da Denton, in Texas, a Vallejo, Sylvester e suo fratello Freddie e le loro sorelle Rose e Vaetta formarono il gruppo "The Stewart Four" quando ancora erano bambini, esibendosi in canti gospel in chiesa e riuscendo persino ad incidere nel 1952 un singolo su 78 giri a diffusione locale intitolato On the Battlefield (lato b: Walking in Jesus' Name). La sorella maggiore, Loretta, fu l'unica figlia degli Stewart a non intraprendere una carriera musicale. Tutti gli altri Stewart avrebbero in seguito adottato il cognome d'arte "Stone" diventando membri della band Sly & the Family Stone.
Sylvester era ritenuto un bambino prodigio dotato di un talento musicale raro fin dalla più giovane età. A soli sette anni, Sylvester iniziò anche a padroneggiare in maniera egregia l'uso delle tastiere. A undici anni sapeva suonare la chitarra, il basso, e anche la batteria. Mentre frequentava le scuole superiori, Sylvester imparò a suonare un gran numero di strumenti, specializzandosi nella chitarra, e si unì a diverse band musicali studentesche. Una di queste erano i "The Viscaynes", un gruppo doo-wop nel quale Sylvester e un suo amico filippino, Frank Arelano, erano gli unici membri a non essere di razza bianca. Il fatto che il gruppo fosse interrazziale rese i Viscaynes "hip" agli occhi del pubblico, e ispirò in seguito a Sylvester l'idea della multiculturale "Family Stone". I Viscaynes pubblicarono qualche singolo locale, inclusi i brani Yellow Moon e Stop What You Are; durante lo stesso periodo, Sylvester registrò anche qualche singolo da solista a nome "Danny Stewart". Insieme a suo fratello, Fred, formò diverse band di breve durata, come gli "Stewart Bros".
Il nomignolo "Sly" era un soprannome comune per Sylvester durante i suoi anni da studente. Un compagno di classe sbagliò a pronunciare il suo nome chiamandolo "Slyvester", e da allora il nomignolo gli restò appiccicato per sempre. A metà anni sessanta, Stone lavorava come disc jockey a San Francisco, nella stazione radio KSOL specializzata in musica soul, dove però egli trasmetteva anche musica di interpreti "bianchi" come i Beatles e i Rolling Stones. Circa nello stesso periodo, Sly lavorò anche come produttore per la Autumn Records, producendo gruppi locali come i The Beau Brummels, i The Mojo Men, Bobby Freeman, e la prima band di Grace Slick, The Great Society. Adottando il nome d'arte "Sly Stone", formò i "The Stoners" nel 1966, i cui membri includevano Cynthia Robinson alla tromba. Con lei diede poi vita alla sua prossima band, gli Sly and the Family Stone. Stone, Robinson, e Fred Stewart furono presto raggiunti da Larry Graham, Greg Errico, e Jerry Martini, tutti studenti di musica che avevano militato in piccoli gruppetti locali. Lavorando nella Bay Area del 1967, una band così multirazziale fece una grossa impressione. Nella prima incisione in studio, le Little Sister: Vet Stone, Mary McCreary, ed Elva Mouton, cantarono nei cori. Nel 1968 Rosie Stone (pianoforte e voce) si unì alla band.

### Il successo
Insieme a James Brown e ai Parliament/Funkadelic, Sly & the Family Stone furono pionieri alla fine degli anni sessanta-inizio anni settanta del funk. La loro fusione di ritmi R&B, melodie accattivanti, e psichedelia, crearono un nuovo genere ibrido pop/soul/rock il cui impatto nel mondo musicale ebbe molta risonanza. Il produttore della Motown Norman Whitfield, per esempio, pilotò le uscite dell'etichetta verso brani dal sound più duro, e dal contenuto sociale più rilevante (come Runaway Child e Ball of Confusion dei The Temptations) basandosi sul loro nuovo stile. Il pionieristico stile di Stone, un misto di multirazzialità, sessualità, e generi musicali differenti mischiati tra loro, ebbe un grande impatto negli anni ottanta su artisti come Prince e Rick James. Legioni di artisti degli anni novanta (inclusi Public Enemy, Fatboy Slim, Beck e molti altri) seguirono le orme del seminale lavoro svolto da Stone negli anni passati campionando gran parte del suo catalogo.
Dopo un album di debutto accolto tiepidamente, A Whole New Thing (1967), Sly & The Family Stone pubblicarono Dance to the Music, inclusa in seguito sull'omonimo album del 1968 e primo singolo di successo del gruppo. Anche se il terzo album, Life (anch'esso del 1968), ebbe poca fortuna in termini di vendite, il quarto lavoro, Stand! (1969), che raccoglie il singolo da classifica Everyday People, vendette più di tre milioni di copie. Nell'estate del 1969, Sly & The Family Stone erano ormai uno dei nomi maggiori nel music business, avendo pubblicato altri due singoli da top 5, Hot Fun in the Summertime e Thank You (Falettinme Be Mice Elf Agin) / Everybody Is a Star, prima della fine dell'anno, e apparendo inoltre al festival di Woodstock.

### Problemi personali e declino
Con il crescente successo e la celebrità della band arrivarono però presto anche numerosi problemi. I rapporti tra i membri del gruppo si stavano deteriorando; c'erano frizioni continue in particolare tra i fratelli Stone e Larry Graham. E la Epic chiedeva insistentemente altri successi da classifica da immettere sul mercato. Il movimento delle Pantere Nere chiese a Stone di rendere la sua musica più schierata e "militante" sul versante politico dell'indipendenza dei neri, di rimpiazzare i bianchi Greg Errico e Jerry Martini con musicisti di colore, e infine anche di cambiare manager, perché secondo loro il bianco David Kapralik era solo un capitalista sfruttatore di neri.
Dopo essersi trasferiti a Los Angeles alla fine del 1969, Stone e i suoi compagni iniziarono a fare pesantemente uso di droga, in particolare cocaina e PCP. Man a mano che i membri del gruppo sprofondarono sempre più nella tossicodipendenza più sfrenata (Stone si portava appresso una custodia di violino riempita di droga ovunque andasse), la produzione discografica rallentò notevolmente. Tra l'estate del 1969 e la fine del 1971, la band pubblicò solo un singolo, Thank You (Falettinme Be Mice Elf Agin) / Everybody Is a Star (dicembre 1969).
Thank You raggiunse la prima posizione della classifica Billboard Hot 100 nel febbraio 1970. Il singolo stazionò anche alla posizione numero 5 nella classifica R&B rimanendovi per cinque settimane, mentre rimase al numero 1 della classifica Pop per due settimane nella primavera del 1970, vendendo circa un milione di copie.
Essendosi trasferito a Los Angeles con l'allora fidanzata Deborah King, in seguito Deborah Santana (moglie di Carlos Santana dal 1973 fino al divorzio del 2007), l'ispirazione di Stone si fece sempre più sporadica. La Epic non avendo nuovo materiale da immettere sul mercato, pubblicò infine Greatest Hits nel novembre 1970. Un anno dopo, venne pubblicato il quinto album della band, There's a Riot Goin' On. Quest'ultimo aveva un sound molto più "duro" e "cupo" rispetto alle uscite precedenti e molte delle tracce contenevano delle parti strumentali sovraincise in studio in opposizione alla modalità lavorativa precedente del gruppo che prevedeva che tutti i membri suonassero insieme su disco come dal vivo. Stone suonò la maggior parte degli strumenti da solo e cantò in più pezzi rispetto al passato. L'album fu il primo disco prodotto da una major a contenere una drum machine.
La coesione della band iniziò lentamente a disgregarsi, e così anche la loro popolarità e le vendite dei dischi. Errico se ne andò dal gruppo nel 1971 venendo sostituito da Andy Newmark. Larry Graham e Stone non erano più da tempo in rapporti amichevoli, e Graham venne licenziato all'inizio del 1972 e rimpiazzato da Rustee Allen. Le uscite successive della band, Fresh (1973) e Small Talk (1974), erano più dei dischi solisti di Sly Stone che del gruppo.
Gli ingaggi dal vivo di Sly & the Family Stone erano andati in diminuire dal 1970 in poi, perché nonostante il successo commerciale ancora dignitoso, i promoter temevano che i problemi di droga di Stone e degli altri membri provocassero problemi durante i concerti. Effettivamente spesso la band suonava male sotto l'effetto di qualche droga oppure non si presentava proprio ai concerti, e Stone alle volte abbandonava il palco senza ragione prima della fine dell'esibizione. Ken Roberts divenne il promoter della band, e successivamente il loro general manager, quando nessun altro voleva avere a che fare con il gruppo per la loro inaffidabilità. Nel gennaio 1975, la band si esibì alla Radio City Music Hall. L'arena venne riempita solo per una minima parte, e Stone e soci dovettero racimolare di tasca propria i soldi per il viaggio di ritorno verso casa. Dopo questo fallimento, la band si sciolse.
Rose Stone venne estromessa dalla band da Bubba Banks, che era all'epoca suo marito. Rose iniziò così una carriera solista, incidendo nel 1976 un album di brani in stile Motown a nome Rose Banks. Freddie Stone si unì al gruppo di Larry Graham, i Graham Central Station, per qualche tempo; poi collaborò con il fratello un'ultima volta nel 1979 per l'album Back on the Right Track, e infine si ritirò dal mondo della musica diventando un pastore evangelista a Vallejo, in California. Anche le Little Sister si sciolsero; Mary McCrary sposò Leon Russell e lavorò con lui nei suoi progetti musicali. Andy Newmark divenne un batterista turnista di notevole fama, suonando con i Roxy Music, B. B. King, e Steve Winwood tra gli altri.

### Ultimi anni
Stone registrò altri quattro album come solista (solo High on You (1975) venne pubblicato solo a suo nome; gli altri tre furono pubblicati come "Sly & The Family Stone"). Nel 1976, Stone riunì una nuova Family Stone e fece uscire l'album Heard Ya Missed Me, Well I'm Back. Seguirono, con sempre minore successo, nel 1979 Back on the Right Track e Ain't But the One Way nel 1982.
Nei primi anni ottanta Sly Stone collaborò con George Clinton e i suoi Funkadelic per un progetto mai concretizzatosi con Muruga Booker chiamato "The Soda Jerks", un album di brani originali rimasti però, tranne uno, ancora tutti inediti a tutt'oggi.
Nell'estate del 1984 Stone fece una breve tournée insieme a Bobby Womack, e poi continuò a fare sporadiche apparizioni prendendo parte a registrazioni di altri artisti. Nel 1986, Stone suonò la tastiera e cantò nel brano Crazay di Jesse Johnson sul suo album da solista intitolato Shockadelica.
Nel 1987, Stone pubblicò il singolo Eek-a-Boo Static Automatic, per la colonna sonora del film Soul Man, e la canzone I'm the Burglar per il film Burglar (film). Inoltre co-scrisse e co-produsse Just Like A Teeter-Totter che apparve su un album dei Bar-Kays del 1989. Dal 1988 al 1989 Sly Stone compose e produsse svariati brani nel suo studio casalingo nel New Jersey, Coming Back for More e Just Like A Teeter-Totter fanno parte di questo gruppo di circa venti canzoni.
Nel 1990, Stone cantò in un brano degli Earth, Wind and Fire, Good Time. Nel 1991, apparve nella cover del suo brano Thank You (Falettinme Be Mice Elf Agin) ad opera della band giapponese 13CATS. Nel 1993 venne inserito nella Rock and Roll Hall of Fame insieme agli altri membri della Family Stone. Nel 2003, gli altri sei membri della Family Stone originale entrarono in studio per incidere un nuovo album. Sly Stone venne invitato a partecipare al progetto ma declinò l'offerta.
Nel 2009, il film documentario Coming Back for More descrisse in dettaglio la sua malandata situazione finanziaria dell'epoca.
Nel 2010 i mass-media statunitensi riportarono la notizia che Sly Stone vivesse come un senza tetto in un malandato furgone nei sobborghi di Los Angeles. I familiari di Stone hanno smentito la notizia.

### Dispute legali
Nel gennaio 2010 Stone ha fatto causa a Jerry Goldstein, l'ex manager degli Sly and the Family Stone, per la cifra di 50 milioni di dollari. La causa intentata da Stone asserisce che Goldstein utilizzò metodi fraudolenti per convincerlo a cedergli i diritti delle sue canzoni.

## Discografia

### Da solista
- 1975 – High on You
- 2011 – I'm Back! Family and Friends

### Nei gruppi

#### Con gli Sly & the Family Stone

##### Album in studio
- 1967 – A Whole New Thing
- 1968 – Dance to the Music
- 1968 – Life
- 1969 – Stand!
- 1971 – There's a Riot Goin' On
- 1973 – Fresh
- 1974 – Small Talk
- 1976 – Heard Ya Missed Me, Well I'm Back
- 1979 – Back on the Right Track
- 1982 – Ain't but the One Way

##### Album dal vivo
- 2009 – The Woodstock Experience (Live compilation)

##### Album compilation
- 1970 – Greatest Hits